# Vinarce
Vinarce (en serbe cyrillique : Винарце) est une localité de Serbie située sur le territoire de la Ville de Leskovac, district de Jablanica. Au recensement de 2011, elle comptait 2 755 habitants.
Vinarce, officiellement classé parmi les villages de Serbie, est situé sur les bords de la Jablanica.

## Démographie

### Évolution historique de la population
| 1948  | 1953  | 1961  | 1971  | 1981  | 1991  | 2002  | 2011  |
| ----- | ----- | ----- | ----- | ----- | ----- | ----- | ----- |
| 2 179 | 2 247 | 2 414 | 2 796 | 3 006 | 3 186 | 3 090 | 2 755 |

|  |